# Горное (Бахчисарайский район)
Го́рное (до 1948 года Ве́рхний Аиргу́ль; укр. Гірне, крымскотат. Yuqarı Ayır Gül, Юкъары Айыр Гуль) — упразднённое село в Бахчисарайском районе Республики Крым (согласно административно-территориальному делению Украины — Автономной Республики Крым), включено в состав Солнечноселья. Сейчас — верхняя часть села.

## История
Аиргуль, как и многие другие селения Крыма, исторически состояло из двух частей — маале (кварталов), каждый квартал всегда имел собственное название, в Аиргуле это Ашага — нижний, нижняя часть села и Юхары — верхний, каждый, соответственно, со своей приходской мечетью. Исторически Горное — это Верхний, или Юхары-Аиргуль. Впервые в русских документах отдельно Юхары-Аиргуль встречается в Камеральном Описании Крыма 1784 года, как приписанное к бахчисарайскому каймаканству Мангупского кадылыка. После присоединения Крыма к России 8 февраля 1784 года, деревня была приписана к Симферопольскому уезду Таврической области. После Павловских реформ, с 1796 по 1802 год, входила в Акмечетский уезд Новороссийской губернии. По новому административному делению, после создания 8 (20) октября 1802 года Таврической губернии, Аиргуль был включён в состав Махульдурской волости Симферопольского уезда. Впоследствии, до переписи 1926 года, во всех статистических документах фигурирует одна деревня Аиргуль. После реформы волостного деления 1829 года Аиргуль, согласно «Ведомости о казённых волостях Таврической губернии 1829 года», отнесли к Узенбашской волости (переименованной из Махульдурской), а, после образования в 1838 году Ялтинского уезда, деревню передали в состав Богатырской волости. На военно-топографические карты, начиная с 1836 года, деревни наносятся отдельно и там уже обозначен Юхары-Аиргуль, в котором 49 дворов, как и на карте 1842 года.
В 1860-х годах, после земской реформы Александра II, деревня осталась в составе преобразованной Богатырской волости. По результатам VIII ревизии 1864 года был составлен «Список населённых мест Таврической губернии по сведениям 1864 года», согласно которому в «казённой» татарской деревне Аиргуль, у подошвы горы Киль-Бурун записано 70 дворов, 455 жителей, 2 мечети и стоит сноска, что По военно-топографической карте состоит из 2 участков: Ашага и Юхары Аиргуль. На трёхверстовой карте 1865—1876 года в Юхары-Аиргуле — 47 дворов. На 1886 год в деревне Юхары-Айрчуль, согласно справочнику «Волости и важнѣйшія селенія Европейской Россіи», проживало 277 человек в 77 домохозяйствах, действовала мечеть.
В «Памятной книге Таврической губернии 1889 года», составленной по результатам Х ревизии 1887 года, Аиргуль записан опять как один, со 115 дворами и 583 жителями, а на военно-топографической карте 1890 года в Верхнем Аиргуле 65 дворов, все жители — крымские татары.
По переписи 1897 года в Аиргуле числилось 559 жителей, исключительно мусульман. В Статистическом справочнике Таврической губернии 1915 года записано опять одно село Аиргуль.
После установления в Крыму Советской власти, по постановлению Крымревкома от 8 января 1921 года была упразднена волостная система и село вошло в состав Коккозского района Ялтинского уезда (округа). Постановлением Крымского ЦИК и Совнаркома от 4 апреля 1922 года Коккозский район был выделен из Ялтинского округа и сёла переданы в состав Бахчисарайского района Симферопольского округа. 11 октября 1923 года, согласно постановлению ВЦИК, в административное деление Крымской АССР были внесены изменения, в результате которых округа (уезды) были ликвидированы, Бахчисарайский район стал самостоятельной единицей и село включили в его состав. Согласно Списку населённых пунктов Крымской АССР по Всесоюзной переписи 17 декабря 1926 года, в селе Аиргуль Верхний Аиргульского сельсовета Бахчисарайского района имелось 51 двор, все крестьянские, население составляло 237 человек (111 мужчин и 126 женщины). В национальном отношении учтено: 226 татарина, 4 русских и 7 украинцев. В 1935 году был создан новый Фотисальский район, в том же году (по просьбе жителей), переименованный Куйбышевский, которому переподчинили село. По данным всесоюзная перепись населения 1939 года в селе проживало 175 человек.
После освобождения Крыма во время Великой Отечественной войны состоялась депортация населения — согласно Постановлению ГКО № 5859 от 11 мая 1944 года, 18 мая крымские татары Верхнего Аиргуля были выселены в Среднюю Азию. На май того года в обеих сёлах учтено 344 жителя (95 семей), из них 341 человек крымских татар, 1 русский и 2 украинца; было принято на учёт 75 домов спецпереселенцев. 12 августа 1944 года было принято постановление № ГОКО-6372с «О переселении колхозников в районы Крыма», по которому в район из сёл УССР планировалось переселить 9000 колхозников и в сентябре 1944 года в район приехали первые новоселы (2349 семей) из различных областей Украины, а в начале 1950-х годов, также с Украины, последовала вторая волна переселенцев. С 25 июня 1946 года Верхний Аиргуль в составе Крымской области РСФСР. 18 мая 1948 года указом Президиума Верховного Совета РСФСР Верхний Аиргуль переименовали в Горное. 26 апреля 1954 года Крымская область была передана из состава РСФСР в состав УССР. Время включения в состав Голубинского сельсовета пока не установлено: на 15 июня 1960 года село уже числилось в его составе. Указом Президиума Верховного Совета УССР «Об укрупнении сельских районов Крымской области», от 30 декабря 1962 года Куйбышевский район был упразднён и село присоединили к Бахчисарайскому. В период до 1968 года Горное присоединили к Солнечноселью.